# Ciência vodu
Ciência vodu é um termo cunhado pelo físico Robert L. Park em seu livro Voodoo Science: The Road from Foolishness to Fraud publicado em 2000. Park critica pesquisas que não respeitam o método científico. Outros autores também têm usado a expressão voodoo science, mas o termo está mais associado a Park. O livro critica, entre outras coisas, a homeopatia, a fusão a frio e a Estação Espacial Internacional.

## Sinais de aviso
Partindo dos exemplos usados em Voodo Science, Park determinou 7 sinais de aviso que uma alegação pode ser pseudocientífica em um artigo de 2003 para o The Chronicle of Higher Education:
1. Os descobridores fazem divulgação direta na mídia, antes de obterem comprovação científica.
2. Os descobridores afirmam que existe uma conspiração que tenta limitar suas descobertas.
3. O suposto efeito parece ser tão fraco que os observadores dificilmente conseguem separá-lo do ruído. Nenhum esforço posterior é capaz de aumentar o sinal.
4. Evidência anedótica é usada para apoiar as alegações.
5. Crentes verdadeiros citam antigas tradições para apoiar novas alegações.
6. O descobridor ou descobridores trabalham em isolamento da comunidade científica tradicional.
7. A descoberta, se verdadeira, exigiria a mudança no entendimento de leis fundamentais da natureza.